# 大野博史
大野 博史（おおの ひろふみ、1974年 - ）は、日本の構造家。
大分県生まれ。2000年日本大学大学院理工学研究科建築学専攻博士前期課程修了。池田昌弘建築研究所を経て、2005年に建築設計事務所「オーノJAPAN」を設立。
担当した主な構造設計は、atelier A5の「B house」（2005年）、ベラ・ジュンと藤村龍至の「PHOENIX BUILDING」（2005年）、ほか小嶋良一の△の家、手塚貴晴＋手塚由比の「回廊の家」（2007年）などがある。